# Bulbophyllum micholitzii
Bulbophyllum micholitzii là một loài phong lan thuộc chi Bulbophyllum.